# ジョン・ロード
ジョン・ロード（英語: Jon Lord、1941年6月9日 - 2012年7月16日）は、イングランド出身のハモンドオルガニスト、ピアニスト、作曲家。

## 略歴

### 生い立ち
レスターで生まれる。本名ジョナサン・ダグラス・ロード。
父親はサクソフォーン奏者であったので、音楽的な環境に恵まれており、9歳の頃からピアノのレッスンを受け始める。最初はクラシック・ピアニストを目指していたが、演劇にも興味を持っていて演劇学校にも通っていた。ある日、ジミー・スミスが奏でるハモンドオルガンのサウンドを偶然耳にして、その魅力にはまった。
アマチュア・バンドに加入してキーボードを担当するが、あまり仕事には恵まれなかった。

### 黎明期
1964年にアート・ウッド率いる本格的なR&Bバンドのジ・アートウッズ（The Artwoods）に加入。8作のシングルとアルバム『Art Gallery』の制作に携わったのち、1967年に脱退。
同年、サンタ・バーバラ・マシン・ヘッド（Santa Barbara Machine Head）を結成。彼等はオムニバス・アルバム『ブルース・エニタイム』に3曲のインストゥルメンタルを提供するが、同年解散した。ボーカル・グループのザ・フラワー・ポット・メンのバック・バンドに参加。
1967年末、元サーチャーズのクリス・カーティスの新しいバンドであるラウンドアバウト（Roundabout）の2人目のメンバーになった。カーティスは次にギタリストのリッチー・ブラックモアを迎えた後に失踪したので、ロードはブラックモアと2人でメンバーを探し続けた。ラウンドアバウトは1968年2月頃までに5人組になり、同年4月20日にデンマークの学校のホールで初のライヴを行なった。

### ディープ・パープル
1968年5月、ラウンドアバウトはディープ・パープルと改名した。
ディープ・パープルが1976年3月に第4期を以って解散するまで、ロードはオリジナル・メンバーで最年長者としてバンドをまとめた。

#### ディープ・パープル在籍中のソロ活動
1971年10月、初のソロ・アルバム『ジェミニ組曲』をパープル・レコードの第一弾アルバムとして発表した。ロード、アルバート・リー（ギター）、ロジャー・グローヴァー（ベース・ギター）、イアン・ペイス（ドラムス）、トニー・アシュトン（ヴォーカル）、イヴォンヌ・エリマン（ヴォーカル）が独奏者もしくは独唱者として、マルコム・アーノルドが指揮するロンドン交響楽団と共演した。
1974年7月26日、2作目のソロ・アルバム『バッハ未完成フーガ』を発表。このアルバムは同年6月1日にミュンヘンで開かれた、作曲家エバハルト・シェーナーが指揮するThe Orchestra of the Munich Chamber Operaとの共演コンサートのライブ録音。ピート・ヨーク（ドラムス）、アシュトン（ヴーカル、キーボード）、レイ・フェンウィック（ギター）、デイヴィッド・カヴァデール（ヴォーカル）、グレン・ヒューズ（ベース・ギター、ヴォーカル）が客演した。
1974年8月、アシュトンとの共作アルバム『ファースト・オブ・ザ・ビッグ・バンズ』を発表。

### ペイス・アシュトン・ロード
1976年8月にペイス（ドラムス）、アシュトン（ヴォーカル、キーボード）、バーニー・マースデン（ギター）、ポール・マルチネス（ベース・ギター）とペイス・アシュトン・ロードを結成。
彼等は1977年3月にデビュー・アルバム『不思議な国のマリス』を発表して、月末に国内ツアーとしてバーミンガム、ニューカッスル・アポン・タイン、リヴァプール、グラスゴー、ロンドンで計5回のコンサート活動を行なったが、1978年5月に解散した。

### ホワイトスネイク
1978年、デイヴィッド・カヴァデール率いるホワイトスネイクに参加。

### ディープ・パープル

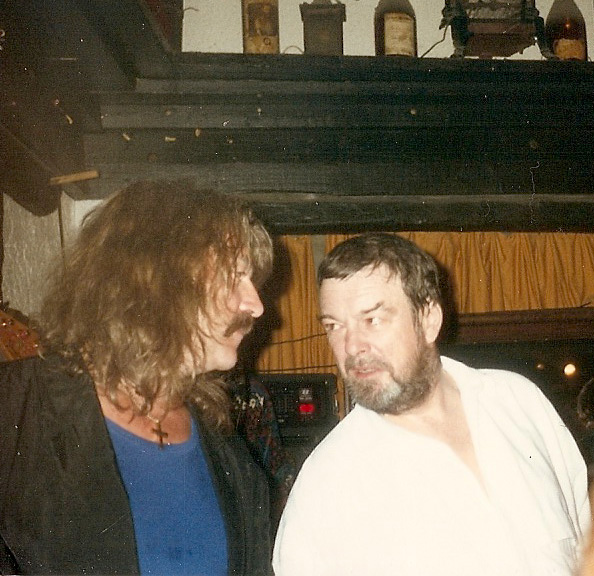
左ロード、右トニー・アシュトン（1990年）

1984年、第2期ディープ・パープルのメンバーによる再結成に参加。
ツアーの疲労が蓄積してきた2001年に膝を痛めたので、2002年に引退の形で脱退。

### ソロ活動

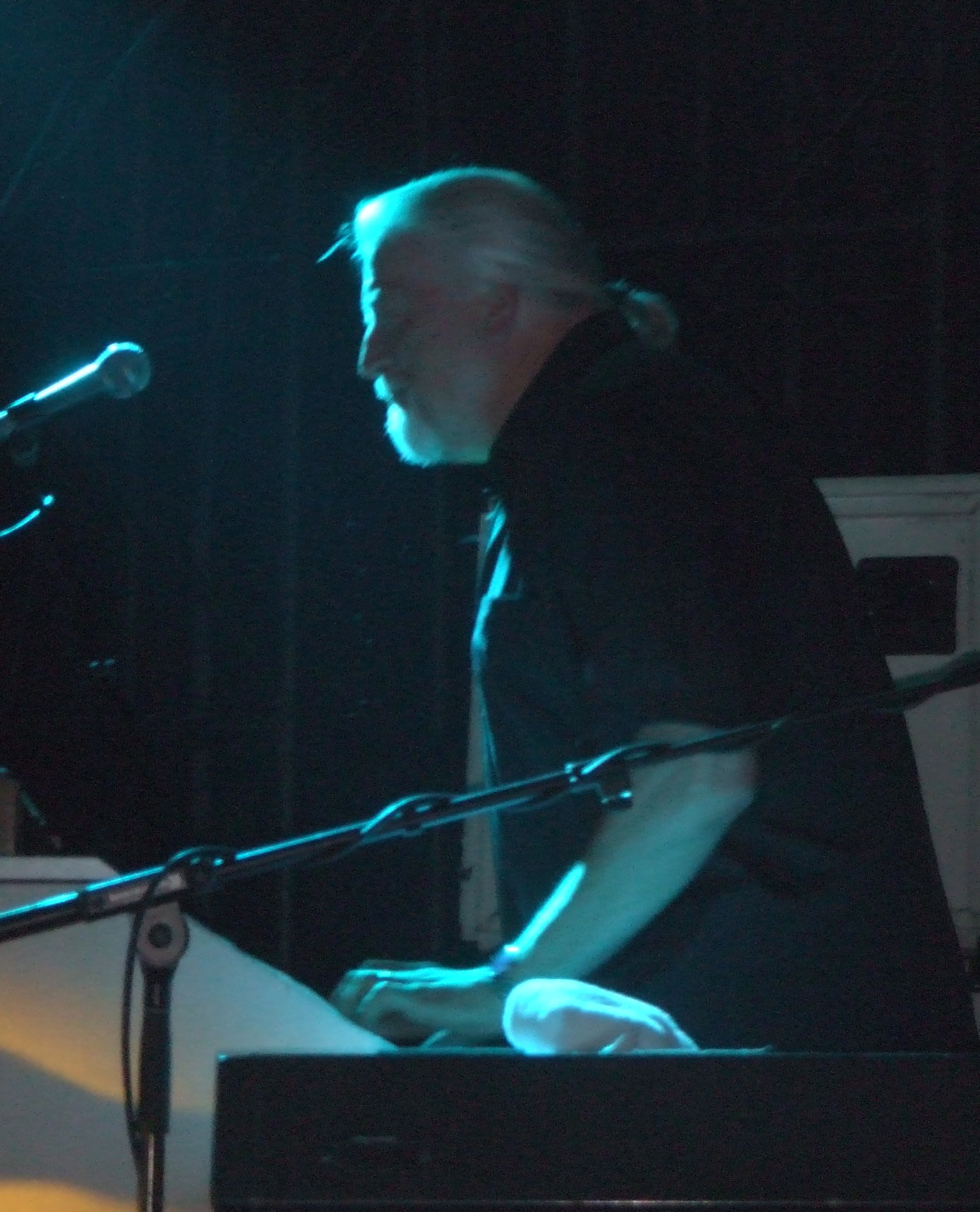
ロード（2005年）。

膝が手術を経ずに回復したので、引退を撤回してソロ活動に専念。
2004年、元ABBAのアンニ＝フリッド・リングスタッドと「The Sun Will Shine Again」を制作して、アルバム『ビヨンド・ザ・ノーツ』に収録。
2009年4月15日、東京国際フォーラムでのディープ・パープルのコンサートにサプライズ・ゲストとして参加。同年、アルバム『ディープ・パープル・アンド・ロイヤル・フィルハーモニック・オーケストラ』（1969年）の40周年記念として、アイルランドのRTÉ Concert Orchestraとダブリンで共演して、「グループとオーケストラのための協奏曲」を再演した。その後も、2011年までの間、数回にわたって様々なオーケストラと共演して再演した。
2011年、膵臓癌と闘病中であることを公表。英国とイスラエルで治療を受けた。同年、ポール・マンとロイヤル・リヴァプール・フィルハーモニー管弦楽団が行なった「グループとオーケストラのための協奏曲」のスタジオ録音版の制作に病魔を押して参加した。

### 死
2012年7月16日、肺塞栓症のためにロンドンのクリニックで死去。71歳没。

## 使用楽器・機材
- ハモンドオルガン

ハモンドオルガンは、ロードの代表的な使用楽器として知られている。C-3に筐体の上下分割ほかの改造を施した上でマーシャルのアンプに接続し、彼が特許をとった物がいくつか存在する。当時彼がメインで使用していたハモンドオルガンは、フリートウッド・マックのクリスティン・マクヴィーから譲り受けたものである。演奏に関してはグレアム・ボンドから大きな影響を受けており「ハモンドオルガンに関して実践的なことは、ほとんどすべて彼から学んだ」と語っている。
- その他の鍵盤楽器

ローズ・ピアノ、クラビネット、メモリーモーグなど。
- アンプ

ディープ・パープルの第1期ではレスリー・スピーカーを使用したが、第2期ではマーシャルのPAスピーカー・キャビネットを使用して、歪んだ音色を演出した。

## ディスコグラフィ

### リーダー・アルバム
- 『ジェミニ組曲』 - Gemini Suite (1972年)[注釈 7]
- 『バッハ未完成フーガ』 - Windows (1974年)[注釈 8]
- 『スペインの哀愁』 - Sarabande (1976年)
- 『時の過ぎゆくままに』[注釈 9] - Before I Forget (1982年)
- Pictured Within (1998年)
- 『ビヨンド・ザ・ノーツ』 - Beyond The Notes (2004年)
- Durham Concerto (2007年)[注釈 10]
- Boom of the Tingling Strings (2008年)[注釈 11]
- To Notice Such Things (2010年)[注釈 12]
- Jon Lord Blues Project Live (2011年)[注釈 13]
- Jon Lord Live[30] (2011年)[注釈 14]
- 『コンチェルト・フォー・グループ・アンド・オーケストラ』 - Concerto for Group and Orchestra[31][24] (2012年)[注釈 15]

### 共作アルバム

#### トニー・アシュトン
- 『ファースト・オブ・ザ・ビッグ・バンズ』 - First of the Big Bands (1974年)
- 『ライヴ・イン・コンサート』 - First of the Big Bands - BBC Live in Concert 1974 (1993年)

#### サウンドトラック・アルバム
- 『最後の反逆者』 - The Last Rebel[32][33] (1971年)[注釈 16]
- Country Diary of an Edwardian Lady[34][35] (1984年)[注釈 17]

### ペイス、アシュトン、ロード
- 『不思議な国のマリス』 - Malice in Wonderland[19] (1977年)
- 『BBCラジオ・ワン・ライヴ』 - BBC Radio 1 Live in Concert[36] / Live 1977 (1992年)

### ザ・フーチー・クーチー・メン
- 『ライブ・アット・ザ・ベースメント』 - Live at the Basement[37] (2003年)
- 『デンジャー・ホワイト・メン・ダンシング』 - Danger. White Men Dancing[38] (2007年)

### 参加アルバム
- ナザレス : 『競獅子』 - Rampant (1974年)
- エディ・ハーディン : Wizard's Convention (1976年)
- ジョー・ブリーン : More Than Meets the Eye (1978年)
- リチャード・ディガンス : Commercial Road (1979年)
- バーニー・マースデン : 『アンド・アバウト・タイム・トゥー』 - And About Time Too (1979年)
- バーニー・マースデン : 『ルック・アット・ミー・ナウ』 - Look at Me Now (1980年)
- グラハム・ボネット : 『孤独のナイト・ゲームス』 - Line-Up (1981年)
- ジョージ・ハリスン : 『ゴーン・トロッポ』 - Gone Troppo (1982年)
- コージー・パウエル : 『オクトパス』 - Octopuss (1983年)
- デヴィッド・ギルモア : 『狂気のプロフィール』 - About Face (1984年)
- エディ・ハーディン : The Wind in the Willows (1985年)
- アルヴィン・リー : 『デトロイト・ディーゼル』 - Detroit Diesel (1986年)
- ピート・ヨーク : Super Drumming Folge 1 & 2 (1989年)
- ロック・エイド・アルメニア : 『アースクェイク』 - Rock Aid Armenia – The Earthquake Album (1990年)
- ヴィッキー・ブラウン : About Love and Life (1990年)
- サム・ブラウン : 『エイプリル・ムーン』 - April Moon (1990年)
- ピート・ヨーク : Pete York Presents Super Drumming Volume 3 (1990年)
- イアン・ギラン : Cherkazoo & Other Stories (1992年) ※未発表音源集、1972年–1974年録音
- コージー・パウエル : 『ザ・ドラムス・アー・バック』 - The Drums Are Back (1992年)
- アルヴィン・リー : 『ズーム』 - Zoom (1992年)
- ライド : 『カーニバル・オブ・ライト』 - Carnival of Light (1994年)
- ハーディン & ヨーク : Still a Few Pages Left (1995年)
- ジョージ・ハリスン : 『ブレインウォッシュド』 - Brainwashed (2002年)
- ミラー・アンダーソン : Bluesheart (2003年)
- イアン・ギラン : 『ギランズ・イン』 - Gillan's Inn (2006年)
- エスペン・リンド : Army of One (2008年)
- トニー・アシュトン・アンド・フレンズ : Endangered Species – Live at Abbey Road 2000 (2009年)
- ベルナルド・ヴェルツ : Stay Tuned (2010年)
- デヴィッド・ベッドフォード : 『オデッセイ・ライヴ』 - The Odyssey, Live (2011年) ※1977年録音
- マンドキ・ソウルメイツ : BudaBest (2013年)